# Yu Wensheng
Yu Wensheng (chinesisch 余文生; * 11. November 1967) ist ein chinesischer Rechtsanwalt. Er ist Kritiker der Kommunistischen Partei Chinas und vertritt Oppositionelle vor Gericht gegen die Regierung. Er selbst wurde für seine politischen Aktionen zu mehrjährigen Haftstrafen verurteilt.

## Biographie

### Verhaftung
2014 wurde Yu Wensheng wegen seiner öffentlichkeitswirksamen Unterstützung der Regenschirm-Bewegung in Hongkong festgenommen. 2017 verschleppten die chinesischen Justizbehörden die jährliche Verlängerung von Yus Anwaltslizenz, worauf ihm von seinem Arbeitgeber, der Anwaltskanzlei Beijing Daoheng, gekündigt wurde. Da die Anstellung bei einer etablierten Anwaltskanzlei Voraussetzung für anwaltliche Tätigkeit ist, waren seine beruflichen Möglichkeiten so massiv eingeschränkt. Er versuchte daraufhin, eine eigene Anwaltskanzlei zu gründen, sein Antrag auf Registrierung wurde aber im Januar 2018 abgelehnt. In der Folge wurde Yu die Anwaltslizenz entzogen, weil er sechs Monate lang bei keiner Kanzlei angestellt war.
Am 18. Januar 2018 veröffentlichte Yu einen offenen Brief, in dem er Reformen sowie die Abhaltung fairer Wahlen forderte und sich u. a. für ein Überwachung der Kommunistischen Partei Chinas einsetzte. Am nächsten Tag wurde Yu verhaftet, als er seinen 13-jährigen Sohn zur Schule brachte, weil er verdächtigt wurde, „Streit zu schüren und Ärger zu provozieren“, was im chinesischen Recht einen Straftatbestand darstellt. Yu wurde anschließend mehr als zwei Jahre lang festgehalten, in denen er weder seine Familie noch seine Anwälte treffen durfte. Im April 2019 forderte die UN-Arbeitsgruppe für willkürliche Inhaftierungen in einer Erklärung die Freilassung Yus.
Yus Angehörige erklärten, dass der Hauptgrund für Yus Verhaftung seine Vorschläge zur Verfassungsänderung und Reformierung des politischen Systems Chinas gewesen sei. Durch die staatlichen Reaktionen würden Menschenrechtsverteidiger eingeschüchtert.
In der in Shanghai ansässige Nachrichten-Website The Paper wird jedoch am 23. Januar 2018 berichtet, dass Yu zwei Polizeibeamte angegriffen und sich den Behörden widersetzt habe, was so auch auf Nachrichtenportalen und in sozialen Medien in China weit verbreitet wurde.

### Geheimprozess und Haftstrafe
Im Mai 2019 wurde Yu in einem Geheimprozess vor Gericht gestellt, der im Juni 2020 mit einer Verurteilung zu vier Jahren Haft wegen „Anstiftung zum Umsturz der Staatsmacht“ endete. Das mittlere Volksgericht der ostchinesischen Stadt Xuzhou entzog Yu außerdem für drei Jahre seine politischen Rechte und untersagte ihm in dieser Zeit, öffentliche Ämter zu übernehmen, öffentlich zu sprechen und zu veröffentlichen.
Yus Berufung gegen das Urteil beim Jiangsu-Provinzgericht wurde abgewiesen. Nach Angaben des Hongkonger Nachrichtensenders Radio Television Hong Kong (RTHK) begründete das Gericht dies damit, dass Yu Gerüchte verbreitet und versucht habe, die Staatsmacht zu untergraben, indem er versuchte, das sozialistische Regime des Landes zu stürzen".
Nicholas Bequelin, der Direktor der Asien-Pazifik-Abteilung von Amnesty International kommentierte, dass Yus Verurteilung "nichts anderes als politische Verfolgung im Gewand eines Gerichtsverfahrens sei. Die geheime Verurteilung eines weiteren Menschenrechtsanwalts markiere einen neuen Tiefpunkt für das, was von der Rechtsstaatlichkeit in China übrig geblieben sei.
Die Europäische Union verurteilte das Verfahren und das Urteil am 19. Januar 2020 und forderte Yus sofortige Freilassung.

## Auszeichnungen

### Deutsch-Französischer Preis für Menschenrechte und Rechtsstaatlichkeit
Während seiner Haft wurde Yu mit dem Deutsch-Französischen Preis für Menschenrechte und Rechtsstaatlichkeit 2018 ausgezeichnet, der vom französischen und deutschen Botschafter in Peking verliehen und stellvertretend von Yus Ehefrau Xu Yan entgegengenommen wurde.

### Martin-Ennals-Award
Am 11. Februar 2021 erhielt Yu den Martin Ennals Award für seine Arbeit zur Verteidigung der Menschenrechte.

## Privates
Yu Wensheng ist mit Xu Yan verheiratet.